# Bonté

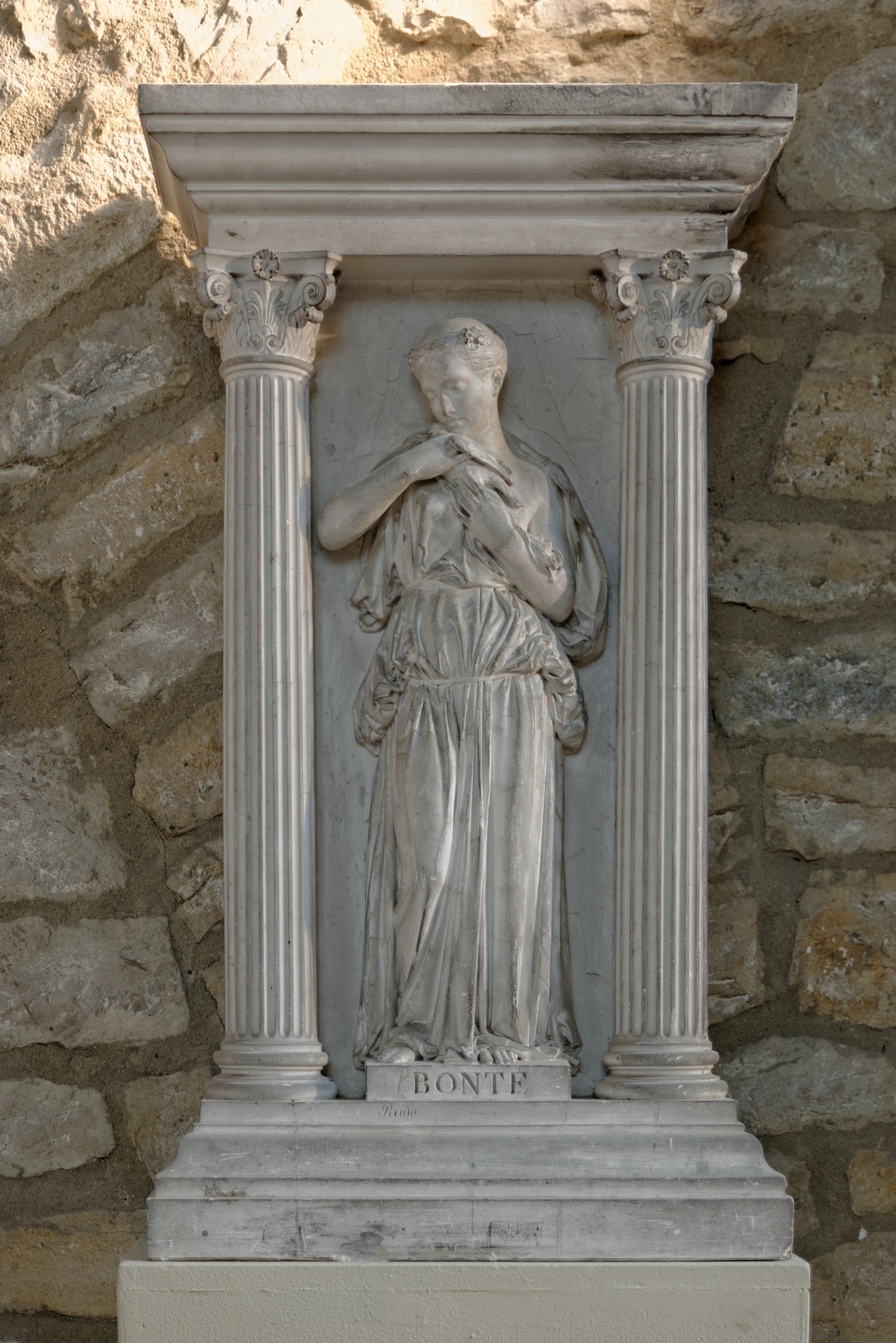
La Bonté au Musée Rude (1839).

La bonté est la qualité de la personne qui fait preuve de bienveillance active envers autrui, une activité efficace susceptible de rendre réellement autrui heureux. Dans Vocabulaire technique et critique de la philosophie, André Lalande donne la définition suivante du terme bonté : « caractère d'un être sensible aux maux d'autrui, désireux de procurer aux autres du bien-être ou d'éviter tout ce qui peut les faire souffrir ». C'est une qualité appartenant au domaine de la morale. Son contraire est la méchanceté.

## Psychologie de la bonté
Pour le psychologue Jacques Lecomte, 

« il y a d'abord eu l'intérêt pour les causes des souffrances psychiques, souvent dues à la violence d'autrui. Puis les deux guerres mondiales ont répandu la croyance selon laquelle l'homme est fondamentalement mauvais. La psychologie, mais aussi l'éthologie, la sociologie se sont focalisées sur ce qui était négatif en l'homme, laissant de côté l'étude de ses meilleurs aspects. La croyance généralisée en la méchanceté est donc une vision précisément située dans l'espace et le temps (l'Occident du XXe siècle) qui se présente comme universelle. Or de nombreux peuples n'adhèrent pas à cette vision. Ainsi, Nelson Mandela a pu résister à vingt-sept ans de prison et mener son peuple de l'apartheid à la démocratie, car il croyait en l'ubuntu, terme africain qui signifie que nous sommes pleinement humains au travers de la générosité. Depuis les années 2000, la tendance s'inverse chez les scientifiques ; ils se concentrent désormais sur le bon en chacun de nous. C'est notamment l'éthologie, observant que les grands singes sont beaucoup moins violents qu'on ne le pensait, qui a ouvert le bal »

.

## Philosophie de la bonté
Aristote fait un lien entre l'amitié et la bonté. "L’amitié parfaite est celle des bons et de ceux qui se ressemblent par la vertu. C’est dans le même sens qu’ils se veulent mutuellement du bien, puisque c’est en tant qu’ils sont bons eux-mêmes ; or leur bonté leur est essentielle. Mais vouloir le bien de ses amis pour leur propre personne, c’est atteindre le sommet de l’amitié… Le caractère des bons consiste à être bons absolument parlant et utiles pour leurs amis. Il en va de même pour le plaisir. Les bons se montrent dignes de plaire, d'une manière absolue, et dignes de se plaire entre eux" (Éthique à Nicomaque, VIII, 3).
Nietzsche, immoraliste, veut opérer un "renversement des valeurs". Son héros Zarathoustra appelle les bons, tantôt "les derniers hommes", tantôt le "commencement de la fin", et avant tout il les considère comme l' espèce d'hommes la plus dangereuse, vu qu'ils imposent leur existence, aussi bien au prix de la vérité qu'au prix de l'avenir. Ils agissent par ressentiment contre ceux qui osent s'affirmer librement. Les bons ne peuvent pas créer, ils sont toujours le commencement de la fin. Ils crucifient celui qui écrit des valeurs nouvelles sur des tables nouvelles ; ils sacrifient l'avenir pour eux-mêmes, ils crucifient tout l'avenir des hommes. "Quel que soit le mal que puissent faire les calomniateurs du monde, le mal que font les bons est le plus nuisible des maux". (Ecce homo, 1888, in Œuvres, Robert Laffont, t. II, 1993, p. 1194).

## La querelle: bonté/méchanceté naturelles
En Occident. L'opposition entre Thomas Hobbes et Jean-Jacques Rousseau est bien connue.
- Pour Hobbes, à l'état de nature, « l'homme est un loup pour l'homme ». « Il ne fait aucun doute que les deux formules sont vraies : l’homme est un dieu pour l’homme, et l’homme est un loup pour l’homme. La première, si nous comparons les citoyens entre eux, la seconde, si nous comparons les États entre eux. Là, l’homme parvient, par la justice et la charité, qui sont des vertus de paix, à ressembler à Dieu ; ici, même les hommes de bien doivent, à cause de la dépravation des méchants et s’ils veulent se protéger, recourir aux vertus guerrières – la force et la ruse – c’est-à-dire à la rapacité des bêtes. Or même si les hommes, par un penchant inné, s’imputent mutuellement cette rapacité dont ils font grief, en jugeant leurs propres actes dans la personne des autres comme on juge devant un miroir la gauche être la droite et la droite être la gauche, le droit naturel ne permet toutefois pas que ce qui provient de la nécessité de sa propre préservation soit un vice »[4].
- Pour Rousseau, l'homme naît bon, la société le pervertit. « Le principe fondamental de toute morale, sur lequel j'ai raisonné dans tous mes écrits et que j'ai développé dans ce dernier avec toute la clarté dont j'étais capable, est que l'homme est un être naturellement bon, aimant la justice et l'ordre ; qu'il n'y a point de perversité originelle dans le cœur humain, et que les premiers mouvements de la nature sont toujours droits. J'ai fait voir que l'unique passion qui naisse avec l'homme, savoir l'amour de soi, est une passion indifférente en elle-même au bien et au mal ; qu'elle ne devient bonne ou mauvaise que par accident, et selon les circonstances dans lesquelles elle se développe. J'ai montré que tous les vices qu'on impute au cœur humain ne lui sont point naturels : j'ai dit la manière dont ils naissent ; j'en ai pour ainsi dire suivi la généalogie ; et j'ai fait voir comment, par l'altération successive de leur bonté originelle, les hommes deviennent enfin ce qu'ils sont. J'ai encore expliqué ce que j'entendais par cette bonté originelle, qui ne semble pas se déduire de l'indifférence au bien et au mal, naturelle à l'amour de soi. L'homme n'est pas un être simple ; il est composé de deux substances. Si tout le monde ne convient pas de cela, nous en convenons vous et moi, et j'ai tâché de le prouver aux autres. Cela prouvé, l'amour de soi n'est plus une passion simple mais elle a deux principes, savoir, l'être intelligent et l'être sensitif dont le bien-être n'est pas le même. L'appétit des sens tend à celui du corps, et l'amour de l'ordre à celui de l'âme. Ce dernier amour, développé et rendu actif, porte le nom de conscience ; mais la conscience ne se développe et n'agit qu'avec les lumières de l'homme. Ce n'est que par ces lumières qu'il parvient à connaître l'ordre, et ce n'est que quand il le connaît que sa conscience le porte à l'aimer. La conscience est donc nulle dans l'homme qui n'a rien comparé et qui n'a point vu ses rapports. Dans cet état, l'homme ne connaît que lui ; il ne voit son bien-être opposé ni conforme à celui de personne ; il ne hait ni n'aime rien ; borné au seul instinct physique, il est nul, il est bête : c'est ce que j'ai fait voir dans mon Discours sur l'inégalité. Quand, par un développement dont j'ai montré le progrès, les hommes commencent à jeter les yeux sur leurs semblables, ils commencent aussi à voir leurs rapports et les rapports des choses, à prendre des idées de convenance, de justice et d'ordre ; le beau moral commence à leur devenir sensible, et la conscience agit : alors ils ont des vertus ; et s'ils ont aussi des vices, c'est parce que leurs intérêts se croisent, et que leur ambition s'éveille à mesure que leurs lumières s'étendent. Mais tant qu'il y a moins d'opposition d'intérêts que de concours de lumières, les hommes sont essentiellement bons. Voilà le second état »[5].
- Une des discussions les plus reprises en Chine a été celle de la nature bonne ou mauvaise de l'homme.
  - Selon Confucius, la nature humaine est originairement bonne. « L'homme, dès sa naissance, est constitué dans la droiture ».
  - Siun-tseu (Xun Zi) dit le contraire : « La nature humaine est mauvaise ; ce qu'elle a de bon est artificiel ; la nature humaine, dès la naissance, a l'amour du gain, et c'est parce qu'elle s'y conforme que naissent la rivalité et le vol, et que le désintéressement n'existe pas »[6].

## Bonté animale: l'entraide
Il existe aussi, chez certains animaux, des comportements d'entraide ressemblant à la morale humaine. Kenneth Walker, expert en physiologie et en médecine, laisse ce témoignage lors d'un safari en Afrique : « Je me rappelle avoir été très impressionné par de nombreux exemples de collaboration entre les animaux que j'ai observés lorsque je filmais il y a quelques années de cela en Afrique de l'Est. Dans la plaine d'Athi on pouvait rencontrer de vastes troupeaux d'antilopes et de zèbres qui s'entraidaient pour établir des sentinelles afin de donner l'alarme à l'approche d'un danger. Je n'avais pas l'intention de filmer les zèbres, mais les antilopes. Cependant il m'était souvent impossible d'approcher les antilopes sans qu'un zèbre, assumant le rôle de sentinelle, me découvre et indique ma présence aux antilopes. Les girafes et les éléphants étaient souvent ensemble, apparemment pour de bonnes raisons. Les éléphants qui ont d'énormes oreilles possèdent une ouïe remarquable, mais une vue très médiocre. Les girafes quant à elles sont comme des sentinelles postées en haut de tours de contrôle. Lorsque ces deux animaux additionnent leurs atouts, il devient presque impossible de les approcher sans être vu ou entendu. Une alliance encore plus dangereuse existe entre le rhinocéros et l'oiseau du genre pique-bœuf qui se posait sur son dos pour attraper les tiques et autres parasites dont le rhinocéros était infesté. Ces oiseaux étaient constamment sur le qui-vive et découvraient généralement ma présence bien avant le rhinocéros doté d'une vue médiocre. Grâce à ses cris aigus et ses piques vigoureux il indiquait au rhinocéros qu'il fallait s'enfuir. La large bête se balançait alors avec l'oiseau accroché à son dos comme le passager d'un bus brinquebalant » (How Animals Defend their Young, New York, Dutton, 1978, p. 4).